# Wilhelm Marschall
Wilhelm Marschall (ur. 30 września 1886 w Augsburgu, zm. 20 marca 1976 w Mölln) – niemiecki wojskowy, generał admirał, Flottenchef, dowódca sił Kriegsmarine interweniujących w Hiszpanii i w okupowanej Francji. Wsławił się operacją „Juno”. Weteran I i II wojny światowej oraz hiszpańskiej wojny domowej.

## Życiorys
Podczas I wojny światowej był dowódcą okrętów podwodnych SM UC-74 i SM UB-105. Zatopił 43 statki i slup wojenny HMS „Cowslip”. Jego zasługi zostały uhonorowane najwyższym niemieckim orderem wojskowym Pour le Mérite. Po zakończeniu konfliktu służył w marynarce Republiki Weimarskiej, a później III Rzeszy. W 1934 roku został dowódcą pancernika kieszonkowego „Admiral Schreer”. W 1936 roku wstąpił do Oberkommando der Marine, a po wybuchu hiszpańskiej wojny domowej dowodził marynarką niemiecką operującą u wybrzeży Hiszpanii. W 1939 roku awansowano go do stopnia Admirala i powierzono mu stanowisko Flottenchef. Gdy rozpoczęła się II wojna światowa, Marschall pływał na pancerniku „Scharnhorst”. 23 listopada tego roku jego okręty zatopiły brytyjski krążownik pomocniczy HMS „Rawalpindi”. Podczas inwazji na Norwegię w 1940 roku przeprowadził operację „Juno”, podczas której udało się Niemcom zatopić liczne okręty alianckie, w tym lotniskowiec HMS „Glorious” i dwa niszczyciele. „Scharnhorst” został jednak uszkodzony, co rozsierdziło dowództwo. Marschall został zastąpiony jako Flottenchef Güntherem Lütjensem. Admirał zajął się nadzorowaniem edukacji marynarzy. W 1942 roku został dowódcą Kriegsmarine w okupowanej Francji. 1 lutego 1943 roku awansowano go do Generaladmirala, jednak również zastąpiono Theodorem Kranckem. Do końca wojny nie pełnił ważniejszych funkcji. Od 1945 roku przebywał w niewoli alianckiej, z której zwolniono go w 1947 roku.
Marschall wydał wspomnienia swojej służby na okrętach podwodnych w formie książkowej. W Polsce ukazały się ona pod tytułem Uwaga torpeda! Pal!.

## Odznaczenia
Źródło:
- Krzyż Żelazny I i II klasy
- Order Hohenzollernów z mieczami
- Pour le Mérite
- Order Zasługi Wojskowej IV klasy z mieczami
- Order Korony Żelaznej III klasy
- Krzyż Zasługi Wojskowej III klasy (Austro-Węgry)
- Srebrny Medal Imtiyaz (Imperium Osmańskie)
- Srebrny Medal Liakat (Imperium Osmańskie)
- Medal Wojenny (Imperium Osmańskie)
- Odznaka za Służbę Wojskową IV, III, II i I klasy
- Złoty Krzyż Niemiecki